# Pryboriwka
Pryboriwka (ukr. Приборівка) – wieś na Ukrainie, w  obwodzie winnickim, w rejonie winnickim, w hromadzie Turbów. W 2001 liczyła 1168 mieszkańców, spośród których 1159 wskazało jako ojczysty język ukraiński, 7 rosyjski, 1 bułgarski, a 1 białoruski.